# Relação transitiva
Na matemática, relação transitiva é a que se estabelece entre três elementos de um mesmo conjunto de tal forma que se o primeiro tem relação com o segundo e este tem relação com um terceiro, então o primeiro elemento tem relação com o terceiro.
Se tomarmos {\displaystyle A} um conjunto, e {\displaystyle R} uma endorrelação de {\displaystyle A}, (ou seja, {\displaystyle R\subseteq A\times A}, dizemos que {\displaystyle R} é transitiva se satisfizer a seguinte condição: {\displaystyle (\forall a\in A)(\forall b\in A)(\forall c\in A)}, se {\displaystyle (a,b)\in R\wedge (b,c)\in R\Longrightarrow (a,c)\in R}
Em termos de teoria dos conjuntos, a relação transitiva pode ser definido como uma relação binária {\displaystyle R} sobre um conjunto {\displaystyle X} é transitiva se, sempre que um elemento de {\displaystyle a} está relacionado a um elemento de {\displaystyle b}, e {\displaystyle b} é relacionado a um elemento de {\displaystyle c}, então {\displaystyle a} também está relacionado com {\displaystyle c}. A transitividade é uma propriedade chave de ambos os conjunto parcialmente ordenado e de relações de equivalência.
Por exemplo, "é maior que", é pelo menos tão grande quanto " e "é igual a" (igualdade) são relações transitivas:
- sempre que {\displaystyle A>B} e {\displaystyle B>C}, então a também {\displaystyle A>C}
- sempre que {\displaystyle A\geq B} e {\displaystyle B\geq C}, então a também {\displaystyle A\geq C}
- sempre que {\displaystyle A=B} e {\displaystyle B=C}, então a também {\displaystyle A=C}.

Por outro lado, "é a mãe de" não é uma relação transitiva, porque se Alice é a mãe de Brenda, Brenda é a mãe de Claire, em seguida, Alice não é a mãe de Claire. Na verdade é não transitivo: Alice pode nunca ser a mãe de Claire. Então, novamente, em biologia, muitas vezes precisamos considerar a maternidade através de um número arbitrário de gerações: a relação "é um matrilinearidade ancestral". Esta é uma relação transitiva. Mais precisamente, é o fechamento transitivo da relação "é a mãe".
Mais exemplos de relações transitivas são "é um subconjunto de" (conjunto de inclusão); "divide" (divisibilidade); "implica" (implicação).

## Propriedades

### Fechamento de propriedades
O inverso de uma relação transitiva é sempre transitivo: por exemplo, sabendo que "é um subconjunto de" é transitiva e "é um superconjunto de" é o inverso, pode-se concluir que o último é transitiva.
A intersecção de duas relações transitivas é sempre transitivo: sabendo que "nasceu antes" e "tem o mesmo primeiro nome como" são transitórias, podemos concluir que "nasceu antes e também tem o mesmo primeiro nome que" é também transitória.
A união de duas relações transitivas não é sempre transitória. Por exemplo, "nasceu antes ou tem o mesmo primeiro nome como" geralmente não é uma relação transitiva.
O complemento de uma relação transitiva não é sempre transitória. Por exemplo, enquanto "igual a" é transitiva, "não é igual a" é apenas transitória em conjuntos com mais de um elemento.

### Outras propriedades
Uma relação transitiva é assimétrica , se e somente se ela é relação reflexiva.

### Propriedades que necessitam de transitividade
- Pré-ordem — relação reflexiva e relação transitiva
- Ordem parcial — uma relação antissimétrica pré-ordem
- Total pré-ordem — uma relação total de pré-ordem
- Equivalência — uma relação simétrica pré-ordem
- Ordem fraca — uma ordem restrita parcialmente incompatível é uma relação de equivalência
- Total ordenação — uma relação total, relação antissimétrica, relação transitiva

## Contagem
Nenhuma fórmula geral que conta o número de relações transitivas em um conjunto finito (sequência A006905 na OEIS) é conhecido. No entanto, não existe uma fórmula para achar o número de relações que são, simultaneamente, reflexiva, simétrica e transitiva – em outras palavras, relações de equivalência – (sequência A000110 na OEIS), aqueles que são simétricas e transitivas, aqueles que são simétricas, transitivas, e anti simétrica, e aqueles que são total, transitória, e anti simétrica. Pfeiffer tem feito alguns progressos neste sentido, expressando relações com combinações dessas propriedades em termos de cada um dos outros, mas ainda calcular é bastante difícil. Consulte também.